# Campionati del mondo di ciclismo su pista 1987
I Campionati del mondo di ciclismo su pista 1987 si svolsero a Vienna, in Austria, in agosto.

## Medagliere
| Posiz. | Nazione          | Oro | Argento | Bronzo | Totale |
| ------ | ---------------- | --- | ------- | ------ | ------ |
| 1      | Unione Sovietica | 4   | 1       | 2      | 7      |
| 2      | Giappone         | 2   | 1       | 0      | 3      |
| 3      | Svizzera         | 2   | 0       | 1      | 3      |
| 4      | Germania Est     | 1   | 4       | 1      | 6      |
| 5      | Italia           | 1   | 3       | 1      | 5      |
| 6      | Francia          | 1   | 1       | 1      | 3      |
| 7      | Australia        | 1   | 1       | 0      | 2      |
| 7      | Danimarca        | 1   | 1       | 0      | 2      |
| 9      | Stati Uniti      | 1   | 0       | 2      | 3      |
| 10     | Germania Ovest   | 0   | 1       | 1      | 2      |
| 10     | Regno Unito      | 0   | 1       | 1      | 2      |
| 12     | Cecoslovacchia   | 0   | 0       | 2      | 2      |
| 13     | Austria          | 0   | 0       | 1      | 1      |
| 13     | Belgio           | 0   | 0       | 1      | 1      |
|        | Totale           | 14  | 14      | 14     | 42     |